# 成実村
成実村（なるみそん）は、明治22年（1889年） - 昭和29年（1954年）、鳥取県にあった村。米子平野南部、加茂川流域に位置する。

## 概要
はじめ会見郡、西伯郡の自治体名。
- 明治22年（1889年）10月 - 町村制施行により会見郡陰田村、西大谷村、長田村、宗像村、日原村、奥谷村、石井村、美吉村、新山村、古市村、吉谷村、橋本村及び奈喜良村の区域をもって、会見郡成実村が発足する。
- 明治29年（1896年）3月 - 郡の統合により西伯郡に所属する。
- 大正15年（1926年）9月 - 陰田、西大谷、長田及び美吉の区域を米子町に編入する。当村は10大字を編成。
- 昭和29年（1954年）6月 - 米子市に編入する。成実村の大字は米子市の大字に継承。

## 商工業
明治37年（1904年）『伯耆国実業人名録』成実村の部では、
- 大谷岩次郎（履物商・黒瓦製造・化粧品各種）[1]
- 岩崎吉五郎（古市、貸付・質屋）[1]
- 鳥吉初五郎（長砂、水車業・米穀鶏卵販売）[1]
- 太田栄三郎（宗像、海産物・乾物・荒物）[1]
- 田中市四郎（奥谷、染物業）[1]
- 前田直太郎（石井、繭糸製造）[1]
- 手嶋初太郎（宗像、米穀・乾物・荒物）[1]
- 北島亀太郎（長砂、水車業）と記載されている[1]。

大正5年（1916年）刊の『陰陽八郡一覧』によって、国税二十円以上の納税者をみると、
金銭貸付の岩崎（古市）、柴本（長砂）、生田（石井）、瀬尾（美吉）以外は駅前での営業者で、
- 内田秀蔵[2]（「米吾」、物品販売、二十八円二十銭）[1]
- 石田運送合名（運送・請負、五十一円三十銭）[1]
- 柏木正一（旅館、二十三円八十銭）[1]
- 名島合名（物品販売、五十九円三十銭）[1]
- 赤沢康平[3]（請負、五百十四円六十銭）となっている[4]。

## 戸口など
- 明治24年（1891年）の戸数571・人口2613、水車13・船11。

## 史跡
- 石井要害跡

- 宝石城跡

## 出身人物・ゆかりのある人物

### 学者
- 沼田政矩 - 鉄道橋梁技術の権威。

### 法曹
- 石田哲一（裁判官） - 日本で最初のプライバシー侵害裁判（被告三島由紀夫）の裁判長だった。

### 文化人
- 佐藤徳尭（小説家） - 代表作『山陰の民話』8巻。

### 医師
- 世良田良仲 - 腹を切った医者。

### 技術者
- 大立廉 - 元米子製鋼所長